# Лоллез-Жик'я
Лолле́з-Жик'я́ (рос. Лоллез-Жикья) — присілок у складі Увинського району Удмуртії, Росія.

## Населення
Населення — 136 осіб (2010; 109 в 2002).
Національний склад станом на 2002 рік:
- удмурти — 93 %

## Урбаноніми[3]
- вулиці — Зелена, Трактова